# أليكس كاربونيل
ألكس كاربونيل (بالإسبانية: Álex Carbonell) هو لاعب كرة قدم إسباني، ولد في 15 سبتمبر 1997 في سانت كوجات ديل فاليس في إسبانيا. لعب مع نادي برشلونة.

## وصلات خارجية
- أليكس كاربونيل على موقع الاتحاد الأوربي (الإنجليزية)
- أليكس كاربونيل على موقع قاعدة بيانات كرة القدم.إي يو (الإنجليزية)
- أليكس كاربونيل على موقع Soccerway.com (الإنجليزية)
- أليكس كاربونيل على موقع AS.com (الإسبانية)